# 趙曰爌
趙曰爌（1609年5月20日—？年），字远耀，号来暄，山西太原府平定州樂平縣人。清初政治人物。

## 生平
治書經。崇禎十二年（1639年）己卯科中式山西鄉試第六十八名舉人，崇禎十六年癸未科會試書三房，中式第370名，殿試三甲190名，工部觀政。明亡後仕清。順治二年（1645年），出任直隸保定府博野縣知縣，為官廉明公正，愛民禮士。入為刑部主事，升郎中，外任江南按察使司僉事、驛傳道。以终养归。

## 家族
曾祖趙文淵，勑贈兵科给事中。祖父趙思明，儒官。父趙士選，增生。母喬氏。严侍下。叔祖赵思诚，嘉靖乙丑进士，苑马寺卿。伯父趙士吉，辛卯郷魁，乙未進士，工部都水司郎中。趙士魁，解州學正。趙士彦，光州學正。趙士豪，增生。叔士俊，庠生；士望，廪生；士驥，增生。
行二，兄曰煉，庠生；守朴，监生；宗抃，庠生；曰燦。弟曰燧，禮部儒士；曰焜，监生；光裕，庠生；曰序。
子趙任、趙化、趙倬、趙傅。